# Cabin Pass Rapids
Die Cabin Pass Rapids sind Stromschnellen des Waipara River im Mount-Aspiring-Nationalpark in der Region West Coast auf der Südinsel Neuseelands. Sie liegen wenige hundert Meter stromabwärts eines von zahlreichen Bachläufen gespeisten Karsees, der das Quellgebiet des Waipara River darstellt. Einige Kilometer hinter den Stromschnellen liegen The Companion Ladder Rapids.